# Stephanie Philipp
Stephanie Philipp (n. 8 octombrie 1968, Berlin, RDG) este o actriță germană cunoscută pentru filmele "Ich schenk' dir meinen Mann" (1999) (Îți dăruiesc soțul meu) și serialul  "Der Schnapper: Ein Toter kehrt zurück" (2000).

## Filmografie
- Der Schnapper, Ein Toter kehrt zurück 	-produs în 2000 rol Claudia Lost film TV
- Zwei Männer am Herd 	-produs în 1999 Antonia Rolfs 	TV
- Lisa Falk - Eine Frau für alle Fälle - Lösegeld -produs în 1998   	TV
- Der Schnapper, :Blumen für den Mörder 	-produs în 1998 rol Claudia Lost  film	TV
- Ich schenk dir meinen Mann 	-produs în 1998 Petita 	comedie
- Happy Birthday, Folge: Wie im Zirkus 	-produs în 1998 	Lisa Terzo 	serial
- Operation Noah 	-produs în 1997 	Lucky 	thriller
- Fremde Heimat 	-produs în 1996 	  	film scurt  (11 min)
- Sexy Sadie 	-produs în 1996 	Hassende Mutter 	 comedie
- Rosamunde Pilcher - Wechselspiel der Liebe 	-produs în 1994 roluri	Flora Waring/Rose Schuster
- Alles Glück dieser Erde 	-produs în 1994 	  	serial TV
- Der Havelkaiser 	-produs în 1994 	  	serial TV
- Rund um die Liebe 	-produs în 1993
- Die Spur führt ins Verderben 	-produs în 1993 	Annabel Lee 	thriller
- Kein Rezept für die Liebe 	-produs în 1993
- Wolffs Revier - Mord ist strafbar 	-produs în 1992 	Sonja *Wunderlich 	serial TVTV
- SOKO 5113 - Einer gegen alle 	-produs în 1992 	  	serial TVTV
- Die Terroristen 	-produs în 1992 	Claudia 	thriller
- Der Fotograf oder das Auge Gottes 	-produs în 1992
- Vera Wesskamp 	-produs în 1992 	  	serial TV
- Faust 	ab 1995 	Ulrike Krüger 	serial TV
- Magic 	-produs în 1991 	Ingrid 	Musical
- Wer hat Angst vor rotgelbblau ? 	-produs în 1991 	Francis Bennett
- Der Alte - Ein Schuss zu wenig 	-produs în 1990 	Kim 	serial
- Ein Fall für zwei - Blutige Rosen 	-produs în 1990
- Herr Siebenfink und die Sache mit Caroline 	-produs în 1989
- Forsthaus Falkenau 	-produs în 1989 	Lisa 	serial TV
- Der Experte 	-produs în 1988 	Helga 	comedie
- Beuel oder Wie man einen Tresor knackt 	-produs în 1987 	  	comedie